# Lijst van Stolpersteine in Westland

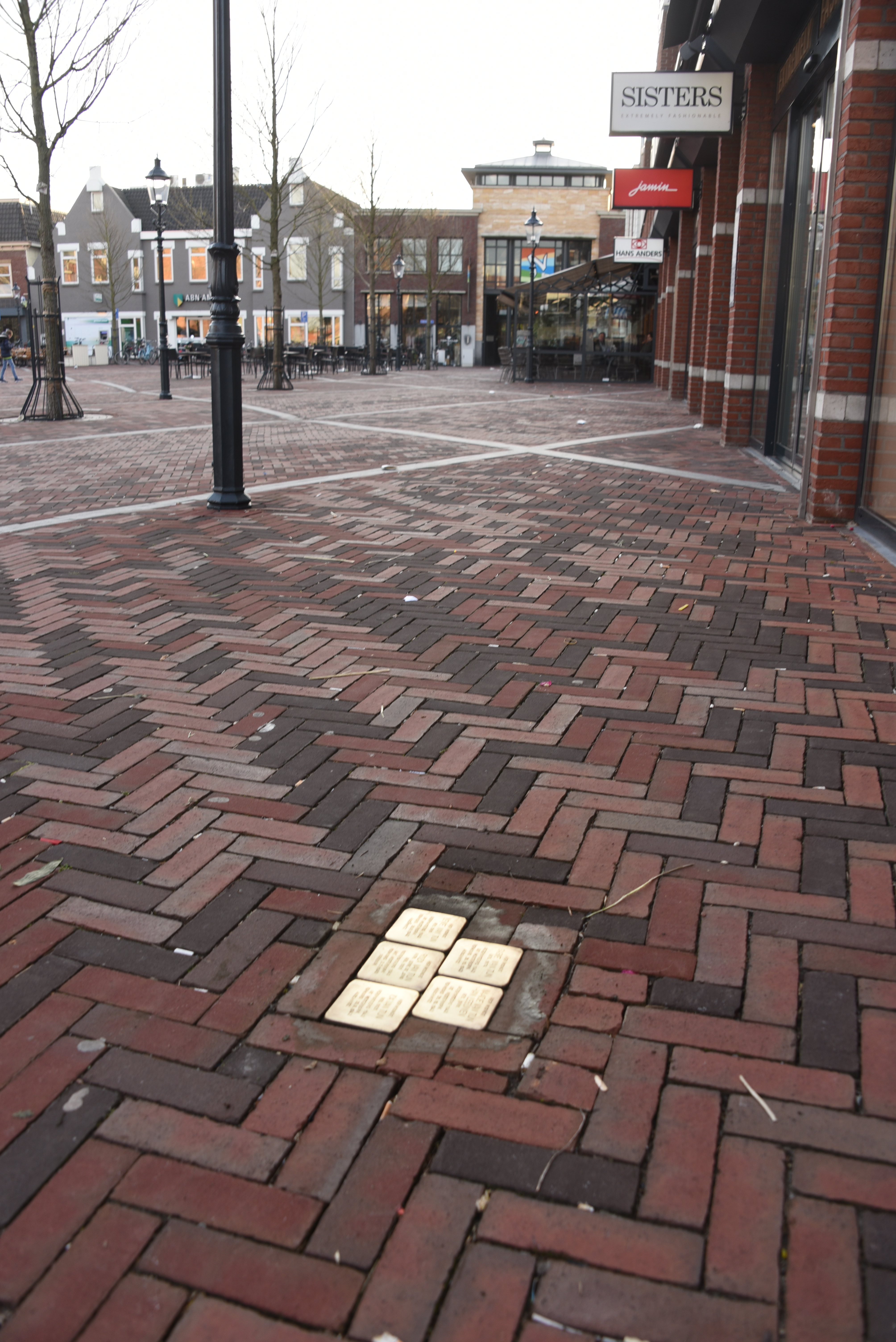
Stolpersteine voor familie Van Tijn in Naaldwijk

De lijst van Stolpersteine in Westland geeft een overzicht van de gedenkstenen in de Nederlandse gemeente Westland in de Nederlandse provincie Zuid-Holland die zijn geplaatst in het kader van het Stolpersteine-project van de Duitse beeldhouwer-kunstenaar Gunter Demnig.
Omdat het Stolpersteine-project doorloopt, kan deze lijst onvolledig zijn. 

## Stolpersteine
Tien Stolpersteine in Westland: vijf in Monster en vijf in Naaldwijk.
| Afbeelding | Inscriptie | Adres                         | Herdachte persoon                       |
| ---------- | --- | ----------------------------- | --------------------------------------- |
|            | HIER WOONDE ISRAËL MESRITZ GEB. 1916 GEDEPORTEERD 1942 UIT WESTERBORK VERMOORD 30.9.1942 AUSCHWITZ                 | Monster, Zeestraat 29-31      | Israël Mesritz (1916-1942)              |
|            | HIER WOONDE LOUISE MESRITZ -VAN LEEUWEN GEB. 1919 GEDEPORTEERD 1942 UIT WESTERBORK VERMOORD 30.9.1942 AUSCHWITZ    | Monster, Zeestraat 29-31      | Louise Mesritz-van Leeuwen (1919-1942)  |
|            | HIER WOONDE DINA VAN LEEUWEN -SANDERS GEB. 1916 GEDEPORTEERD 1942 UIT WESTERBORK VERMOORD 30.9.1942 AUSCHWITZ      | Monster, Zeestraat 29-31      | Dina van Leeuwen-Sanders (1916-1942)    |
|            | HIER WOONDE EVA VAN LEEUWEN -VAN DIJK GEB. 1887 GEDEPORTEERD 1942 UIT WESTERBORK VERMOORD 19.10.1942 AUSCHWITZ     | Monster, Zeestraat 29-31      | Eva van Leeuwen-van Dijk (1887-1942)    |
|            | HIER WOONDE LEVIE VAN LEEUWEN GEB. 1917 GEDEPORTEERD 1942 UIT WESTERBORK VERMOORD 30.9.1942 AUSCHWITZ              | Monster, Zeestraat 29-31      | Levie van Leeuwen (1917-1942)           |
|            | HIER WOONDE GABIE VAN TIJN GEB. 1874 GEDEPORTEERD 1942 UIT WESTERBORK VERMOORD 26.10.1942 AUSCHWITZ                | Naaldwijk, Wilhelminaplein 15 | Gabriël van Tijn (1874-1942)            |
|            | HIER WOONDE IDA VAN TIJN GEB. 1925 GEDEPORTEERD 1942 UIT WESTERBORK VERMOORD 30.9.1942 AUSCHWITZ                   | Naaldwijk, Wilhelminaplein 15 | Ida van Tijn (1925-1942)                |
|            | HIER WOONDE LEVIE VAN TIJN GEB. 1918 GEDEPORTEERD 1942 UIT WESTERBORK VERMOORD 30.9.1942 AUSCHWITZ                 | Naaldwijk, Wilhelminaplein 15 | Levie van Tijn (1918-1942)              |
|            | HIER WOONDE ROZA VAN TIJN GETR. LEVIE DE JONG GEB. 1921 GEDEPORTEERD 1943 UIT WESTERBORK VERMOORD 2.7.1943 SOBIBOR | Naaldwijk, Wilhelminaplein 15 | Roza van Tijn (1921-1943)               |
|            | HIER WOONDE NAATJE VAN TIJN -VAN LEEUWEN GEB. 1886 GEDEPORTEERD 1942 UIT WESTERBORK VERMOORD 26.10.1942 AUSCHWITZ  | Naaldwijk, Wilhelminaplein 15 | Naatje van Tijn-van Leeuwen (1886-1942) |

## Data van plaatsingen
- 25 februari 2016: Westland (Monster en Naaldwijk)